# Dejima
Dejima o Deshima (出島? letteralmente isola d’uscita), è stata una piccola isola artificiale situata nel porto giapponese di Nagasaki. Utilizzata come agenzia commerciale prima dai portoghesi (dal 1636 al 1639) e poi dagli olandesi della Compagnia olandese delle Indie orientali (dal 1641 al 1859), fu l'unico luogo di scambio commerciale e culturale tra l'occidente ed il Giappone durante il sakoku (letteralmente paese in catene), l'auto-imposto periodo di isolamento giapponese.
L'isola, menzionata nei documenti occidentali dell'epoca con i nomi romanizzati di Deshima o, specialmente nei documenti olandesi, Decima, si estendeva su una superficie a forma di ventaglio di circa 13000 m² e perse il suo ruolo di 'finestra sull'occidente' in seguito alla Convenzione di Kanagawa del 1854 che mise fine ai 220 anni di isolamento nazionale.
A partire dal 1861 subì progressivi cambiamenti topografici dovuti a lavori di bonifica che ne determinarono la completa integrazione alla terraferma e la conseguente perdita della caratteristica forma a ventaglio.
Nel 1920 Dejima fu designata sito storico nazionale dal governo giapponese e nel 1996 venne lanciato ufficialmente il progetto di restauro e ricostruzione degli edifici storici dell'isola.

## Storia
Il Giappone, dopo una prima fase di apertura al Cristianesimo (professato da missionari portoghesi e spagnoli) nella seconda metà del XVI secolo al fine di favorire gli scambi commerciali con l'Europa, avviò una serie di provvedimenti atti a limitare la diffusione della nuova religione che nel frattempo aveva trovato numerosi proseliti tra i nativi.

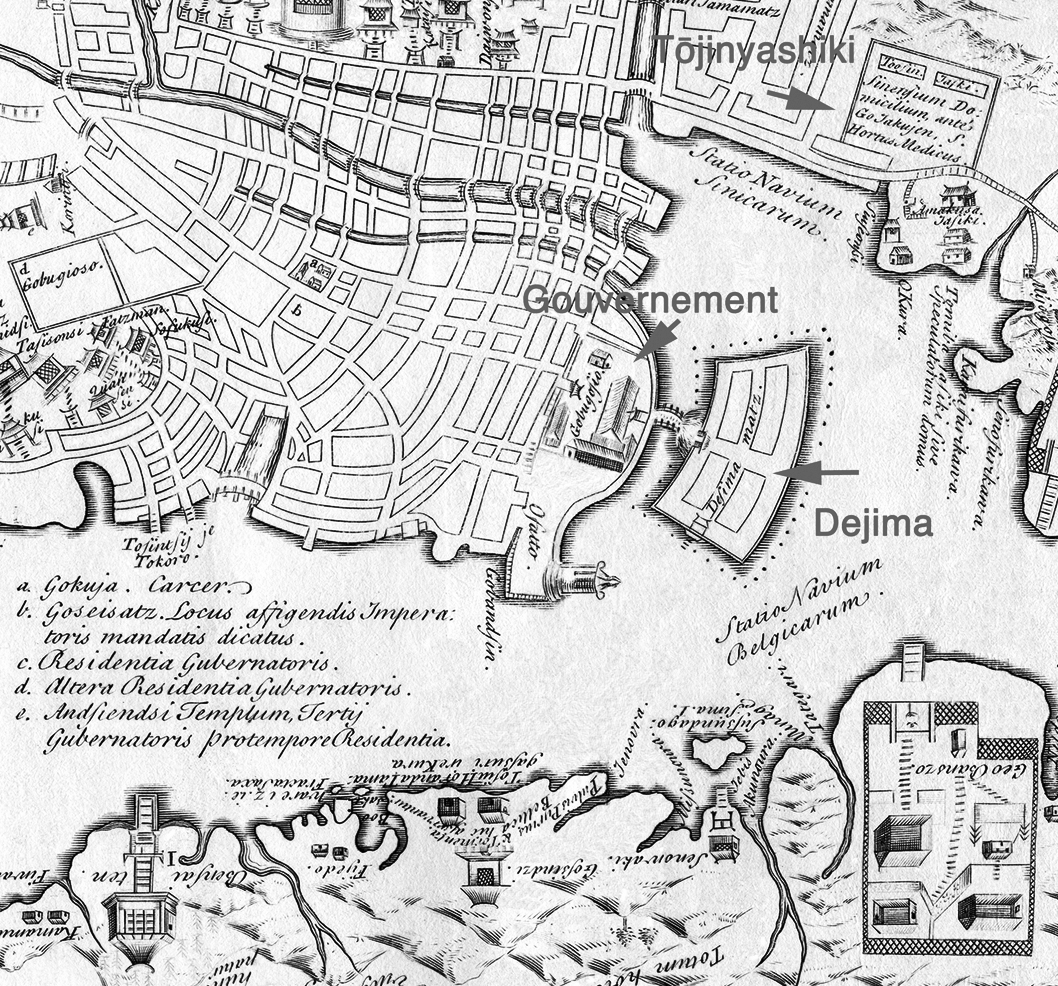
Centro di Nagasaki alla fine del XVII secolo. Sono segnati l'isola di Dejima, il quartiere cinese e l'ufficio del governatore della città.

Nel solco di questa politica, nel 1634 lo shōgun Tokugawa Iemitsu fece iniziare i lavori per la costruzione di un'isola artificiale a Nagasaki grazie al contributo di 25 mercanti locali. L'intenzione fu quella di farvi soggiornare i mercanti portoghesi cristiani, che fino ad allora avevano vissuto liberamente in città, al fine di isolarli dal resto della popolazione.
La costruzione di Dejima, che veniva chiamata anche con i nomi di Ogishima (isola ventaglio) e Tsukishima (isola costruita), terminò nel 1636 ma i portoghesi ebbero modo di abitarvi solo per pochi anni poiché nel 1639, in seguito a delle rivolte della popolazione prevalentemente cristiana nella regione di Shimabara-Amakusa, il governo Tokugawa decise di espellerli poiché sospettati di complicità.
L'assenza dei mercanti portoghesi ebbe tali ripercussioni sull'economia di Nagasaki che i funzionari governativi costrinsero nel 1641 gli olandesi della Compagnia olandese delle Indie orientali (VOC), che per circa trent'anni avevano gestito i propri affari presso l'agenzia commerciale di Hirado, a trasferirsi a Dejima, diventando gli unici occidentali ad avere rapporti commerciali con il Giappone. Infatti, nonostante tutti gli europei fossero stati espulsi e banditi dal paese, gli Olandesi furono gli unici cui fu consentito di rimanere poiché non avevano mai tentato in precedenza di diffondere il Cristianesimo.
Dal 1641 in poi, solo le navi cinesi e olandesi avevano diritto ad entrare in Giappone e quello di Nagasaki era l'unico porto di attracco.

## L'isola

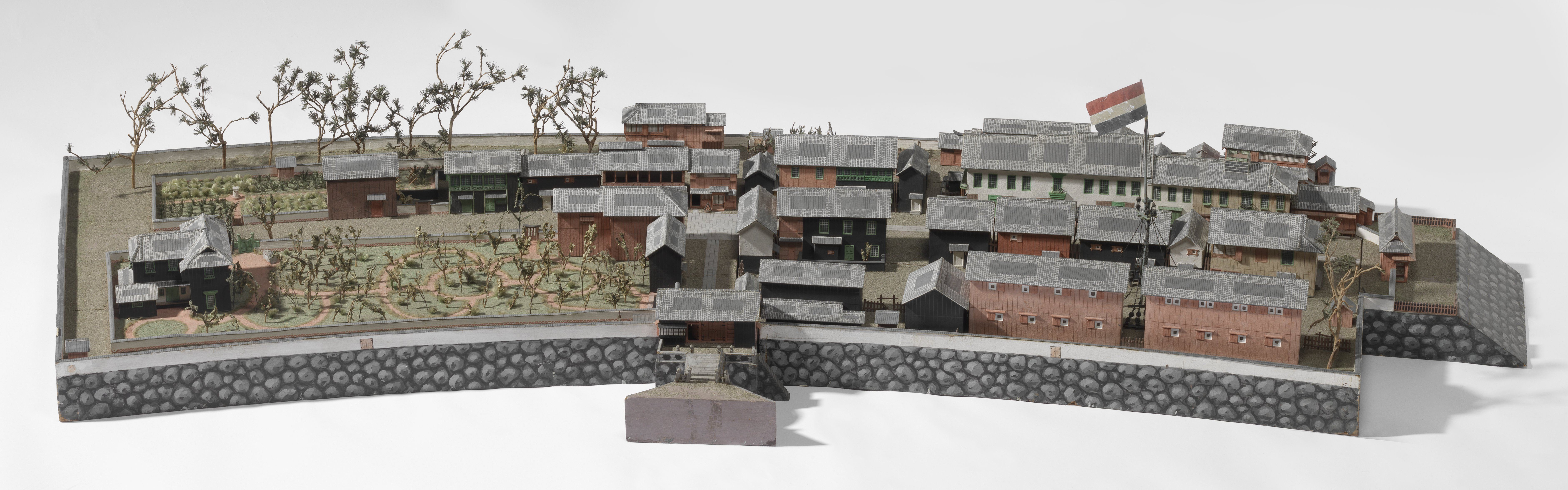
Modello in scala dell'isola di Deshima, Rijksmuseum Amsterdam.

Dejima si innalzava di circa 2,7 m sopra il livello del mare e misurava circa 64 m lungo i lati est e ovest, 170 m lungo il lato nord rivolto verso la città, e 215 m lungo il lato sud rivolto verso il mare, per un totale di circa 13000 m². L'intera isola era circondata da un'alta palizzata sormontata da una doppia fila di punte di ferro. Sul lato ovest era presente una banchina per l'attracco delle navi chiusa da un cancello che veniva aperta solo in quei periodi dell'anno, solitamente da agosto a ottobre, in cui le navi olandesi venivano scaricate e caricate. In acqua, a breve distanza dall'isola, spuntavano a intervalli regolari 13 lunghi pali di legno sulle cui sommità erano poste delle insegne di legno che riportavano a grandi caratteri l'ordine governativo che vietava severamente a tutte le imbarcazioni di approcciarsi all'isola.
L'unico collegamento alla terraferma era assicurato da un piccolo ponte di pietra con un cancello sul lato dell'isola e delle sentinelle su entrambe le estremità che si assicuravano che nessuna persona non autorizzata entrasse o uscisse dall'isola.
L'isola ospitava abitazioni per circa 20 olandesi, magazzini e alloggi per i funzionari giapponesi e per gli interpreti. Gli olandesi coltivavano inoltre un giardino fiorito in un angolo dell'isola ed allevavano mucche, pecore, maiali e galline.

### Il personale olandese

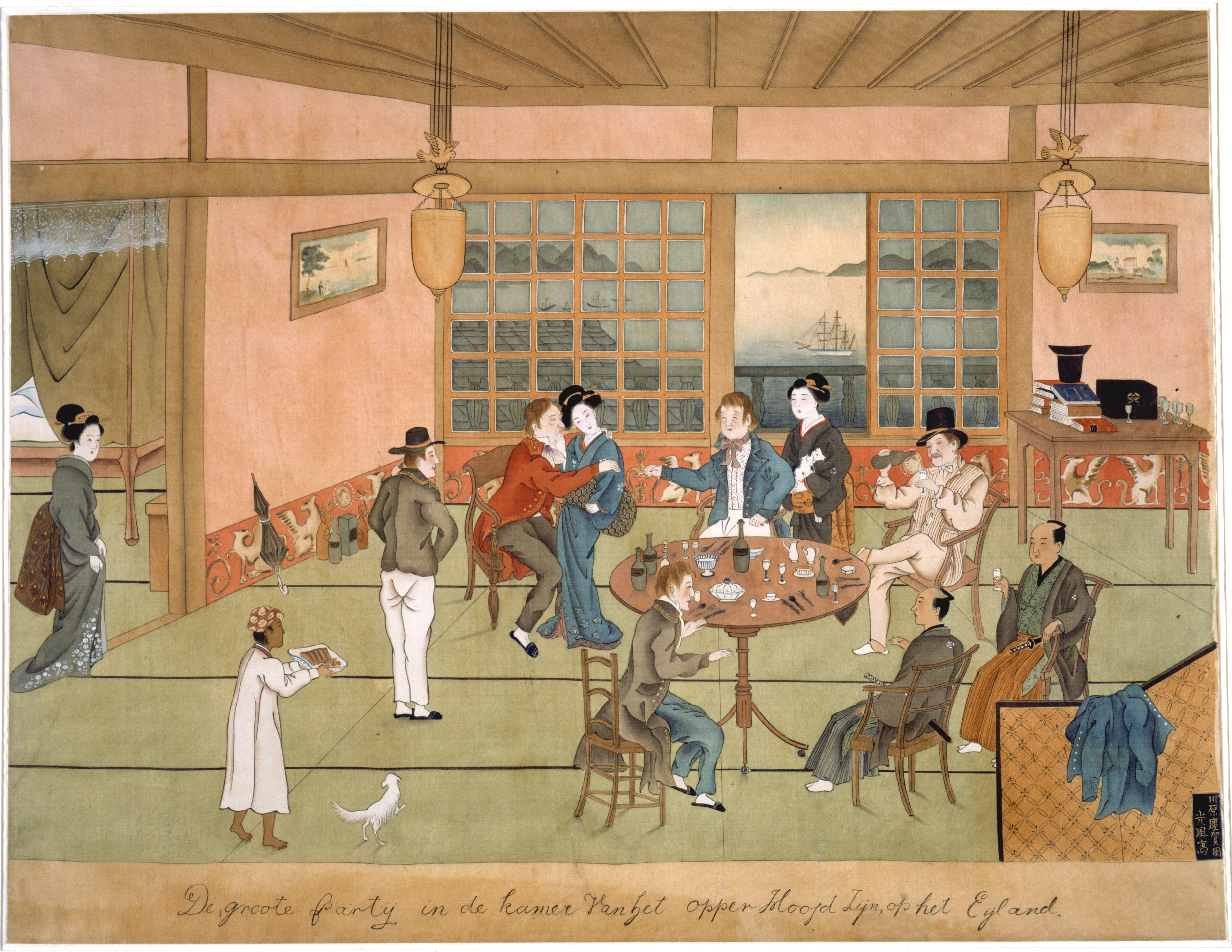
Festa presso l'alloggio dellopperhoofd di Dejima. Era consuetudine invitare gli interpreti giapponesi e i funzionari pubblici di Nagasaki a una cena il 1º gennaio.

Il numero di olandesi che vivevano sull'isola variava di anno in anno anche se il totale raramente superava i venti individui. Le categorie di personale generalmente includevano:
- opperhoofd (capitano) o opperkoopman (capo);
- onderkoopman (vice-capo) - di solito 1 uomo;
- schrijver (segretario) - di solito 1 o 2 uomini;
- oppermeester (medico) - 1 o 2 uomini;
- ondermeester (assistente medico) - 1 o 2 uomini;
- boekhouder (contabile) - 1 o 2 uomini;
- pakhuismeester (custode del magazzino) - di solito 1 uomo;
- assistent (assistente) - qualsiasi numero, compresi i cannonieri, maestri d'ascia, falegnami e schiavi neri. La presenza di questi ultimi fu motivo di contesa per i giapponesi, che disapprovavano e disprezzavano fortemente il modo in cui venivano trattati dai portoghesi.[13]

### Il personale giapponese

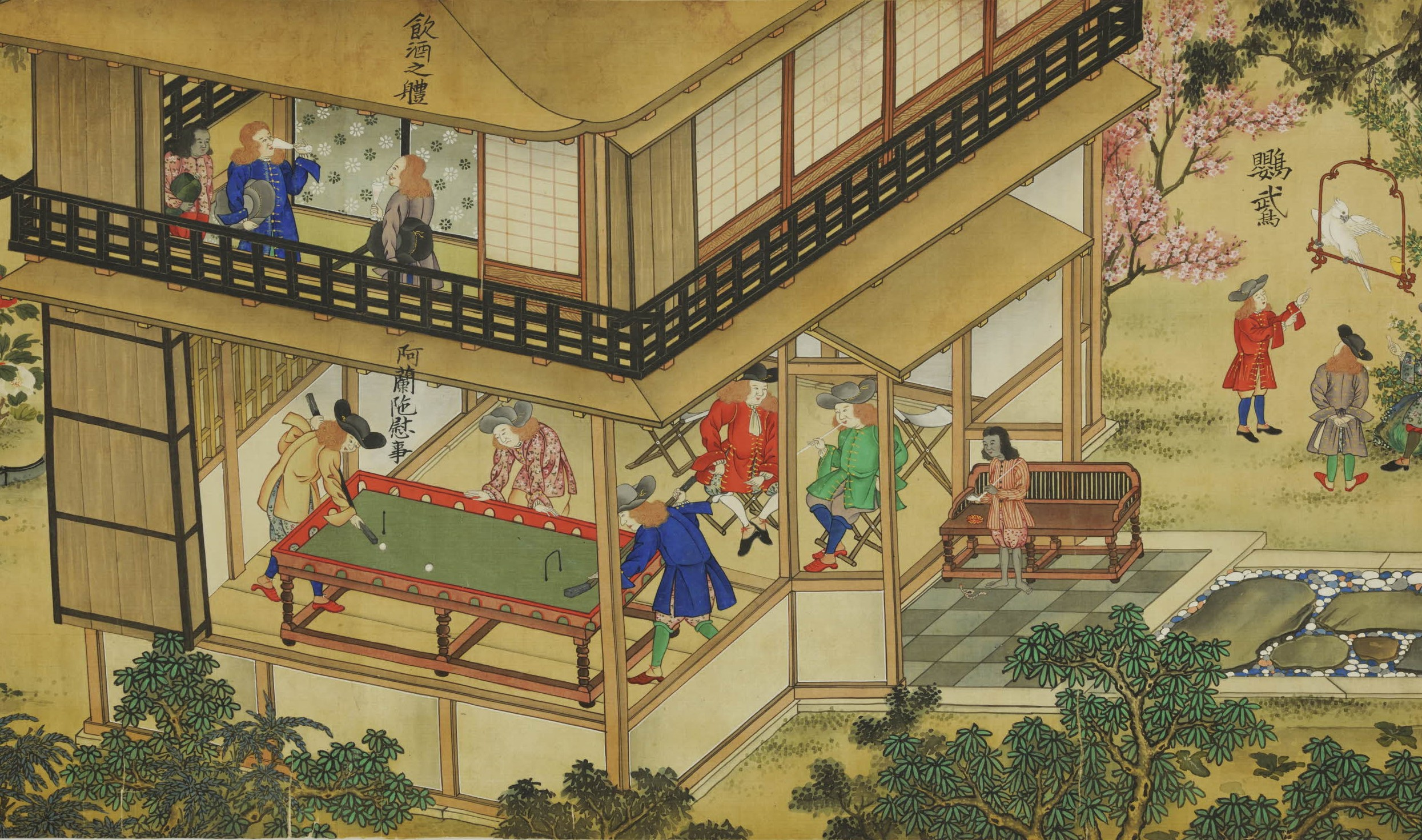
Scena di vita quotidiana a Dejima, British Museum.

A fronte di un piccolo gruppo di olandesi indifesi e isolati, l'amministrazione giapponese sviluppò un nutrito corpo burocratico di funzionari per i quali la Compagnia olandese delle Indie Orientali era finanziariamente responsabile. Il medico Engelbert Kaempfer, che visse sull'isola nel 1692, lo descrisse in questi termini:
- Otona (乙名, chiamato wijkmeester, maestro del distretto, dagli olandesi), funzionario capo che si occupava dell'amministrazione di Dejima, della supervisione del commercio e in generale del controllo sugli olandesi. Era anche incaricato di approvare o disapprovare l'ormeggio delle navi olandesi e custodiva le chiavi del suimon (水 門), le porte per l'ingresso via mare a Dejima.[15] Era assistito da un funzionario aggiunto, 5 segretari, 15 sovrintendenti coolie e 36 tesorieri);
- Deshima chonin, i 24 proprietari dei terreni sui quali sorge Dejima, che supervisionavano i locatari olandesi;
- Tsuji (通詞), tra i 123 e i 150 interpreti. Organizzati in una struttura gerarchica, i loro posti erano trasmessi per via ereditaria. La loro sovrabbondanza, specialmente se comparata all'esiguo numero di olandesi presenti sull'isola, suggerisce l'intento da parte dell'amministrazione giapponese di dissuadere gli olandesi dal dover imparare la lingua locale;
- Kaimono tsukai, 17 commissari per l'approvvigionamento con le loro famiglie, che rifornivano l'isola di cibo, masserizie e prostitute;
- Monban, 5 sentinelle addette al controllo dell'ingresso da Deshima a Nagasaki, più i loro servi (che aumentavano durante le vendite delle merci), alle quali si aggiungevano guardie del porto, spie e deputati funzionari comunali;
- Mawariban, guardie notturne che sorvegliavano eventuali furti, incendi o incidenti,
- Daidokoro no mono, personale addetto alle cucine composto da 3 cuochi, 2 garzoni di cucina, apprendisti cuochi e manovali;
- un piccolo numero di servitori personali e ragazzi che lavorano come messaggeri.

## Organizzazione, vita e isolamento sull'isola
(Karl Pieter Thunberg, medico e botanico vissuto a Dejima nel 1776.)

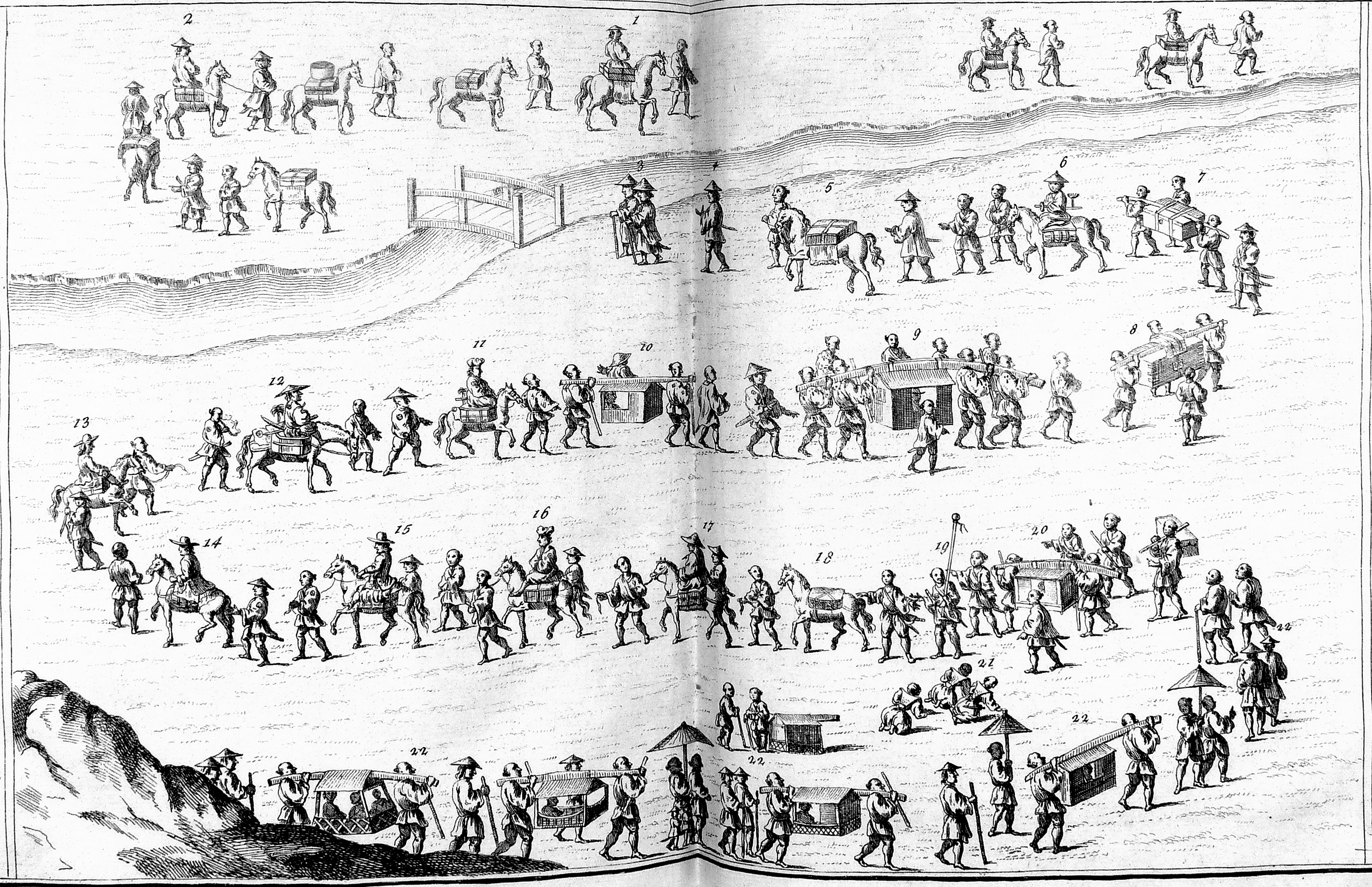
Incisione del XVIII secolo raffigurante la processione dell'Opperhoofd" olandese di Dejima e del suo entourage sulla strada di Edo per rendere omaggio allo Shogun.

Come la città di Nagasaki, Dejima era sottoposta alla diretta supervisione di un governatore (bugyō) facente riferimento a Edo (la moderna Tokyo) mentre la gestione degli affari dell'isola era di competenza di un capo funzionario della VOC chiamato Opperhoofd dagli olandesi, o Kapitan (dal portoghese capitão) dai giapponesi, il quale veniva considerato come un rappresentante di uno stato tributario ed era quindi tenuto a recarsi presso Edo per rendere omaggio allo shogun da una alle quattro volte l'anno. L'opperhoofd, secondo le regole del sakoku imposto dallo shogunato Edogawa, veniva sostituito ogni anno da un nuovo funzionario per evitare che stringesse relazioni di interesse con i locali. L'opperhoofd esercitava una grande autorità sul personale ma in caso di punizione dei subordinati non andava mai oltre l'arresto temporaneo o l'invio a Batavia del dipendente colpevole in stato di prigionia. Non si hanno notizie di punizioni inflitte agli olandesi da parte dei giapponesi che, in caso di serie contravvenzioni, come ad esempio il contrabbando, richiedevano che da parte olandese si intervenisse con severità.

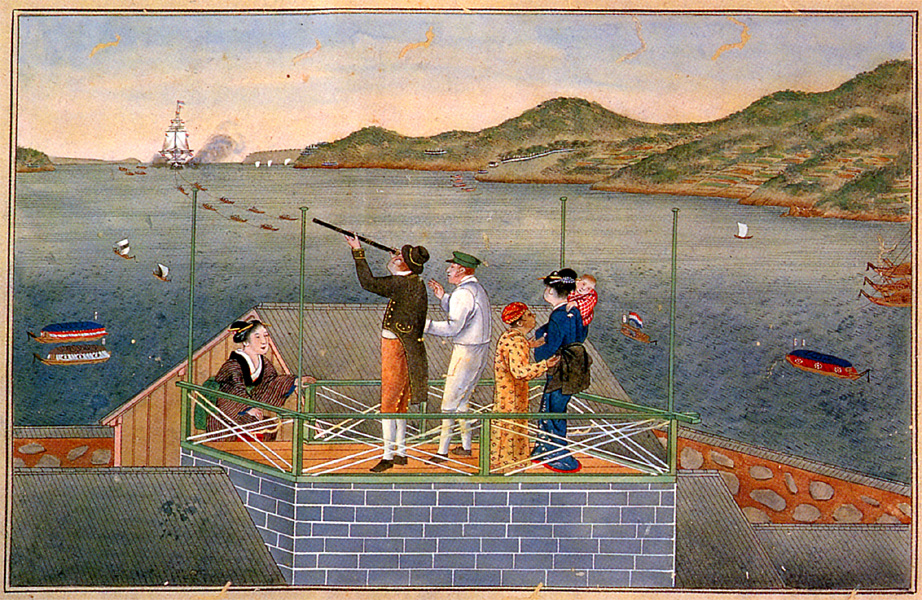
Il medico Philipp Franz von Siebold osserva con un cannocchiale un'imbarcazione olandese.

Le guardie al cancello impedivano ogni comunicazione non autorizzata con la città di Nagasaki, e nessuno poteva entrare o uscire dall'isola senza un'autorizzazione ufficiale che veniva concessa solo in rare occasioni. Nessun giapponese poteva vivere in casa di un olandese ad eccezione delle "donne di piacere". Tutta la proprietà, personale o comune, era soggetta a perquisizioni e sequestri in qualsiasi momento. Nessun cittadino olandese poteva essere sepolto in suolo giapponese. Le cerimonie religiose erano severamente vietate a Deshima o a bordo delle navi, e le autorità locali si premurarono affinché nessun libro religioso raggiungesse la terraferma.
A partire dal 1720, grazie alle politiche di apertura e di promozione delle scienze europee di Tokugawa Yoshimune, le norme che dal 1640 impedivano la traduzione e la diffusione in Giappone di opere straniere furono attenuate. Dejima divenne nota in tutto il Giappone come centro di medicina, scienza militare e astronomia. Molti samurai vi si recarono per approfondire quelli che presero il nome di "studi olandesi" (蘭学, Rangaku).
Medici e chirurghi europei che trascorsero dei periodi a Dejima come Engelbert Kaempfer, Carl Peter Thunberg e Philipp Franz von Siebold furono chiamati da pazienti giapponesi di alto rango con il permesso delle autorità.

## Commercio

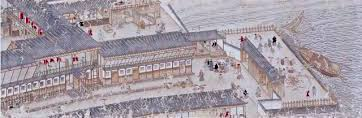
Commercio tra olandesi e giapponesi presso Dejima verso la fine del XVIII secolo.

Il modo in cui veniva condotto il commercio cambiò nel tempo ma dal 1698 fu gestito interamente dall'ufficio contabile di Nagasaki. Le merci importate venivano acquistate all'ingrosso dall'ufficio contabile e distribuite ai commercianti. Il prezzo della transazione veniva fissato unilateralmente dal governo giapponese. Merci di esportazione di valore comparabile venivano date come contropartita agli olandesi. La gestione di questo sistema commerciale continuò fino alla fine del governo dello Shogunato.
Le principali merci importate dagli olandesi consistevano in seta grezza cinese, stoffe di seta, zucchero, legno profumato, pepe, pelle di squalo e medicinali, mentre le principali merci esportate erano inizialmente argento (la cui esportazione fu vietata dopo il 1668) e oro (principalmente nella forma di monete ovali, la cui esportazione fu vietata nel 1763), e successivamente barre di rame. Furono esportati anche oggetti artigianali come ceramiche e lacche.
A ciò si aggiungeva il commercio personale dei dipendenti VOC a Dejima, che rappresentava un'importante fonte di reddito per loro e per le loro controparti giapponesi.
Nonostante mantenere l'avamposto isolato su Dejima fosse piuttosto oneroso, il commercio con il Giappone fu molto redditizio per gli olandesi, producendo inizialmente profitti del 50% o più. Il traffico commerciale diminuì nel XVIII secolo, poiché venne concesso dalle autorità giapponesi l'attracco di sole due navi all'anno. Dopo il fallimento della Compagnia delle Indie Orientali nel 1795, il governo olandese rilevò gli scambi commerciali con il Giappone.

## Le navi a Dejima

Navi mercantili olandesi e cinesi al largo di Dejima, 1836

Ogni nave che attraccava a Dejima veniva ispezionata dalle autorità giapponesi, eventuali libri religiosi e armi venivano messi sotto sequestro così come le vele, i timoni, i cannoni, e le munizioni che venivano trattenute fino a quando l'imbarcazione non riceveva il permesso per ripartire.
Mentre le imbarcazioni olandesi erano a Deshima per il loro commercio annuale tutti gli olandesi erano sotto stretta sorveglianza e a nessuno era permesso di fare visita da una nave all'altra.
Dal 1641 al 1847 attraccarono a Dejima 606 navi olandesi.
- Dal 1641 al 1671, l'arrivo delle imbarcazioni fu piuttosto libero e vide una media di 7 navi olandesi all'anno (12 affondarono durante questi anni)
- Dal 1671 al 1715 venne consentito l'arrivo di circa 5 navi all'anno.
- Dal 1715 venne consentito l'arrivo di sole 2 navi all'anno, permesso che fu ridotto a una sola nave nel 1790, per poi tornare a 2 navi nel 1799.
- Durante le guerre napoleoniche (1803–1815), i Paesi Bassi (allora chiamati Repubblica Batava) furono occupati dalla Francia e le navi olandesi si astennero dal navigare direttamente verso il Giappone a causa della possibilità di essere catturate dalla Royal Navy. In questi anni vennero utilizzate imbarcazioni 'neutrali' americane e danesi. Con i Paesi Bassi sotto il controllo francese e i diversi possedimenti coloniali olandesi conquistati dalla Gran Bretagna (tra cui Giava) Dejima fu uno dei pochi luoghi al mondo in cui la bandiera olandese sventolava ancora[20], come ordinato dall'opperhoofd Hendrik Doeff.
- Nel 1815 le Indie orientali olandesi ritornarono sotto il controllo dei Paesi Bassi e il regolare traffico commerciale olandese fu ristabilito.

## Innovazioni introdotte in Giappone
- Il badminton, uno sport originario dell'India, fu introdotto dagli olandesi nel XVIII secolo.
- Il biliardo fu introdotto in Giappone a Dejima nel 1764; è indicato come "Palla che colpisce il tavolo" (玉突の場) nei dipinti di Kawahara Keiga (川原 慶賀).
- La birra sembra essere stata introdotta come merce di importazione durante il periodo di isolamento. L'Opperhoofd Hendrik Doeff faceva produrre la propria birra a Nagasaki, in seguito all'interruzione del commercio durante le guerre napoleoniche. La produzione locale di birra iniziò in Giappone nel 1880. Il nome olandese bier è stato adottato dalla lingua giapponese (ビール, biiru).[21]
- Il trifoglio è stato introdotto in Giappone dagli olandesi come materiale da imballaggio per carichi fragili. I giapponesi la chiamavano "erba da imballaggio bianca" (シロツメクサ), in riferimento ai suoi fiori bianchi.Olandesi che giocano a biliardo a Dejima, 19º secolo

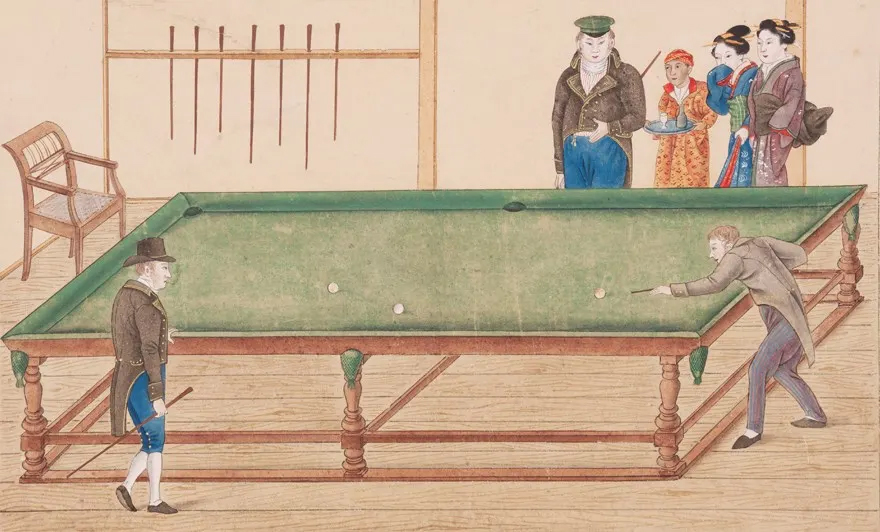
Olandesi che giocano a biliardo a Dejima, 19º secolo

- Il caffè è stato introdotto in Giappone dagli olandesi con i nomi di Moka e koffie. Quest'ultimo nome compare nei libri giapponesi del XVIII secolo.
- Il pianoforte più antico del Giappone fu introdotto da Philipp Franz von Siebold nel 1823 e successivamente donato a un commerciante di nome Kumaya. Il pianoforte è in mostra al Museo d'arte Kumaya a Hagi.
- La vernice (catrame), utilizzata per le navi, venne introdotta dagli olandesi. Il nome originale olandese (pek) è stato adottato anche in giapponese (ペンキ, penki).
- Cavolo e pomodori furono introdotti nel XVII secolo.
- Il cioccolato viene citato in relazione a Dejima già in un resoconto del 1797.[22][23]

## Ricostruzione

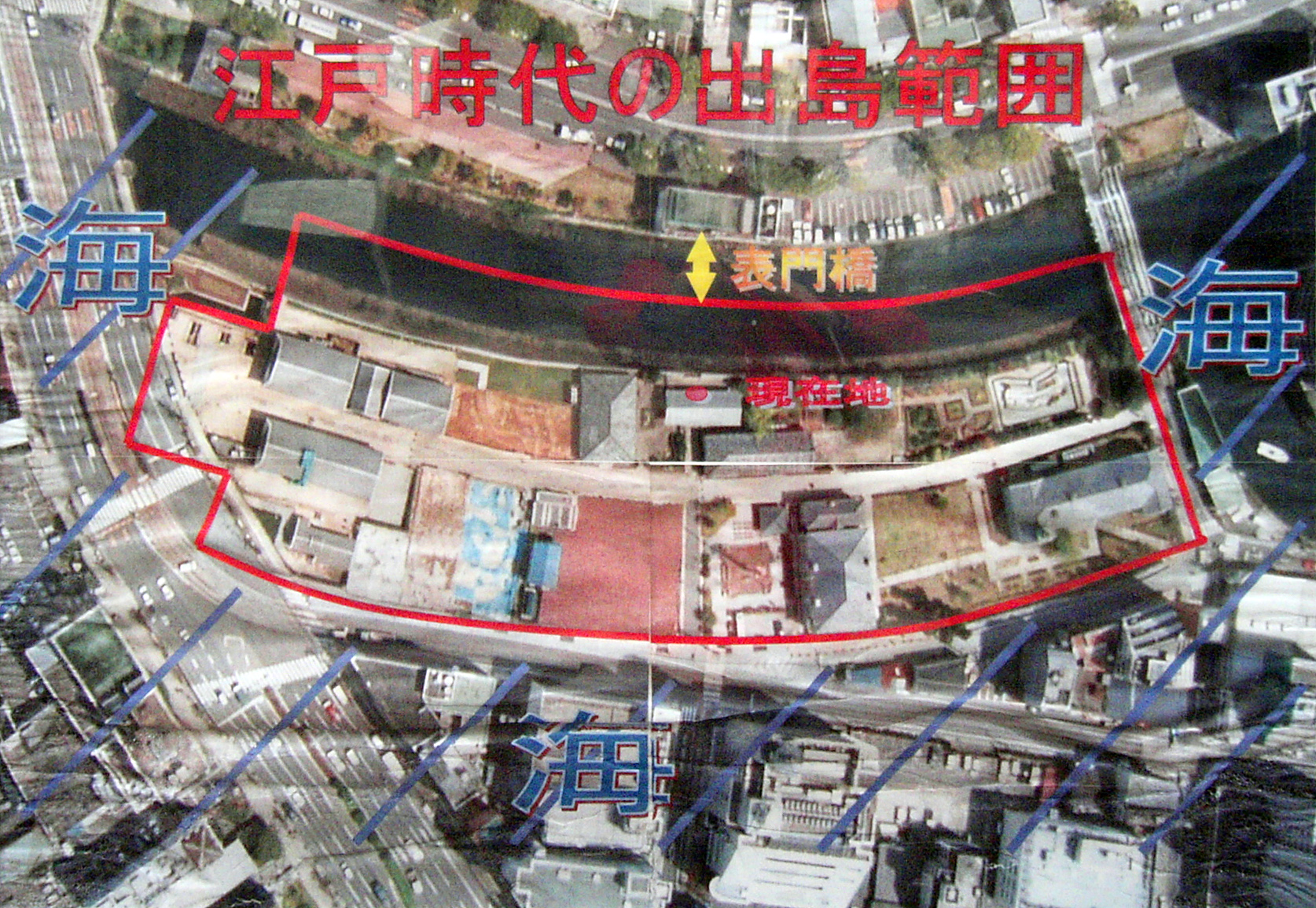
I confini dell'isola di Dejima (in rosso) nella Nagasaki contemporanea.

La stazione commerciale della Compagnia Olandese delle Indie Orientali a Dejima fu abolita quando il Giappone concluse la Convenzione di Kanagawa con gli Stati Uniti nel 1858. Ciò mise fine al ruolo di Dejima come unica finestra del Giappone sul mondo occidentale durante l'era dell'isolamento nazionale. Da allora, l'isola è stata ampliata da terre bonificate e fusa con Nagasaki. La vasta riprogettazione del porto di Nagasaki nel 1904 ne compromise la morfologia originale. L'impronta originale dell'isola di Dejima è segnata da rivetti ma con il progredire del restauro, le antiche forme dell'isola saranno più facili da vedere a colpo d'occhio.
Dejima è un cantiere in progresso. L'isola è stata designata sito storico nazionale nel 1922, ma i passi successivi della ricostruzione furono lenti. I lavori di restauro iniziarono nel 1953, ma quel progetto venne ben presto interrotto.
Nel 1996, il restauro di Dejima è iniziato con i piani per la ricostruzione di 25 edifici nel loro stato originario dell'inizio del XIX secolo. Per mostrare meglio la forma a ventaglio di Dejima, il progetto prevedeva la ricostruzione di parti del terrapieno che un tempo racchiudeva l'isola.

Nel 2000 sono stati completati e aperti al pubblico cinque edifici, tra cui l'alloggio del vice-capo.

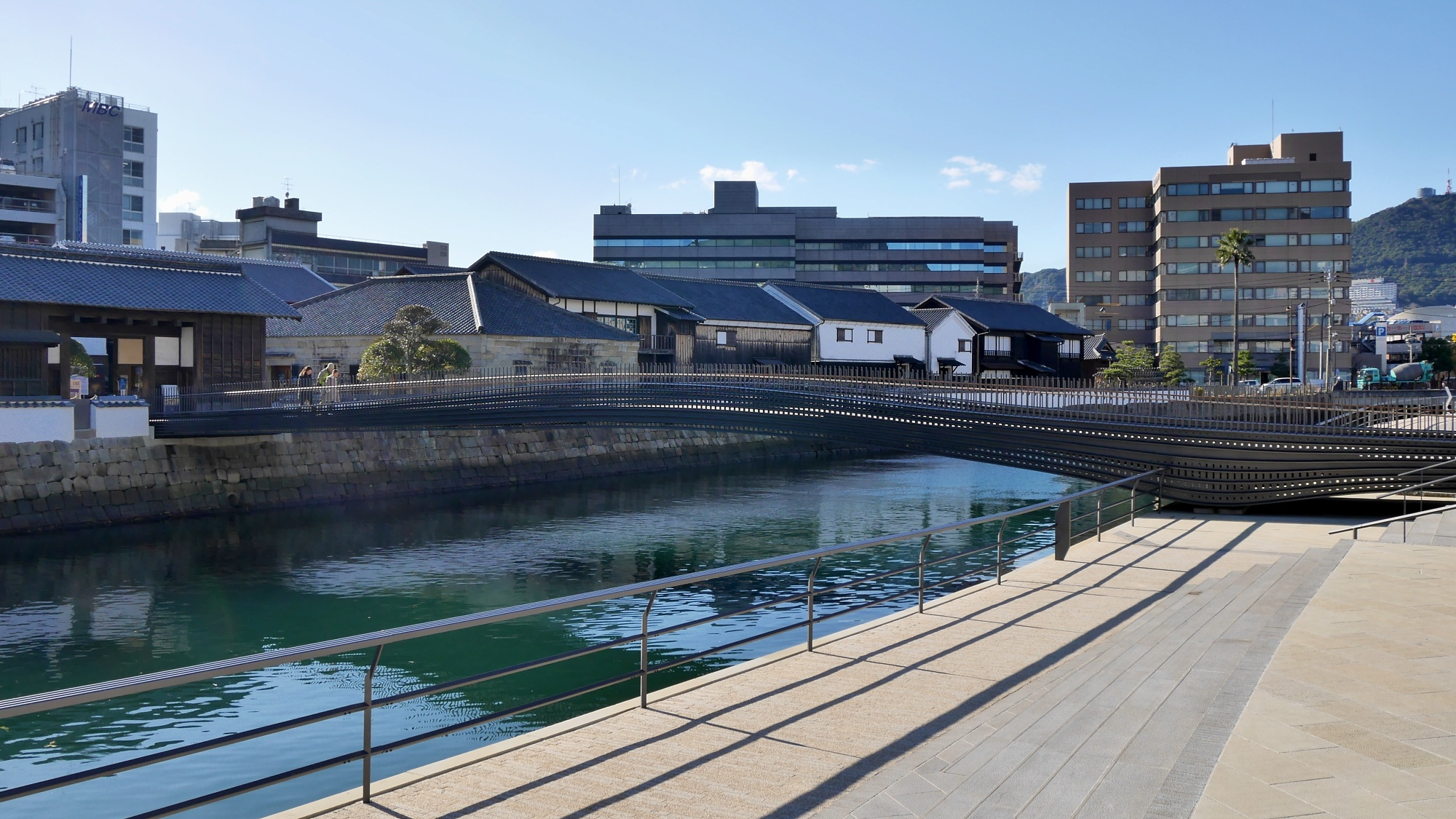
Il ponte Omotemon-bashi nel ventunesimo secolo.

Nella primavera del 2006, sono stati apportati gli ultimi ritocchi alla residenza dell'Opperhoofd, all'ufficio dei funzionari giapponesi, agli alloggi del capo scrivano, al magazzino n. 3 e al cancello verso il mare; sono stati restaurati circa 10 edifici in tutta l'area.
Nel 2017 sono stati restaurati sei nuovi edifici, così come il ponte Omotemon-Bashi (il vecchio ponte sulla terraferma). Il ponte è stato ufficialmente aperto alla presenza dei membri delle famiglie reali giapponesi e olandesi.
La pianificazione a lungo termine prevede una Dejima circondata dall'acqua su tutti e quattro i lati; la sua caratteristica forma a ventaglio e tutti i muri di terrapieno saranno completamente restaurati. Questo piano a lungo termine includerà la riqualificazione urbana su larga scala dell'area. Per rendere Dejima di nuovo un'isola sarà necessario deviare il fiume Nakashima e spostare una parte dell'autostrada Route 499.

## Curiosità
- Il quinto romanzo dello scrittore David Mitchell, I mille autunni di Jacob de Zoet, è ambientato principalmente a Dejima. Il protagonista Jacob de Zoet è sovrapponibile alla figura di Hendrik Doeff, opperhoofd di Dejima tra il 1803 e il 1817.[25]
- Il motore grafico Decima Engine prende il nome dall'isola di Dejima e simboleggia la collaborazione tra la software house giapponese Kojima Productions, e quella olandese Guerrilla.[26]